# Pool de siembra
Pool de siembra es la denominación que recibe en la Argentina un sistema de producción agraria caracterizado por el papel determinante jugado por el capital financiero y la organización de un sistema empresarial transitorio que asume el control de la producción agropecuaria, mediante el arrendamiento de grandes extensiones de tierra, y la contratación de equipos de siembra, fumigación, cosecha y transporte, con en el mercado de venta del producto en bruto (semillas y porotos), y primero en el mercado de aceites de soja.

## Origen y desarrollo
Los pools de siembra comenzaron a actuar en la Argentina la década de 1990, pero se retiraron a fines de la misma debido a la grave crisis económica que sufrió el país. Finalizada la crisis, los pools retornaron en 2003 y se instalaron como uno de los principales y más redituables negocios en la década del 2000.
Inicialmente estaban formados exclusivamente por productores agropecuarios que buscaban ganar escala, pero poco a poco fueron adoptando una modalidad financiera independiente, abiertos y orientados a la atracción de capitales de cualquier origen.
En la década de 1990 se estimó que unas 400 mil hectáreas se estaban trabajando de acuerdo con este sistema. Para el año 2002, esa cantidad se había elevado a 2 millones, equivalente a un 20% del área total sembrada por soja.

## Funcionamiento
El organizador del pool suele ser una empresa que cuenta con un ingeniero agrónomo y eventualmente otros administradores y gestores destinados a coordinar e implementar la agrupación y ejecución de las tareas productivas. Formado el grupo organizador, se implementa un fondo común de inversión, con el fin de atraer inversores a partir de un esquema de siembra y una expectativa de rentabilidad que suele promediar el 25%, aunque con posibilidades de alcanzar tasas del 60%.
En los meses previos a la siembra, los pooles comienzan a publicar avisos en búsqueda de propietarios de tierras, ofreciendo arrendarlas. Se trata de contratos de arrendamiento temporarios por cosecha. Arrendada la tierra, se contratan los servicios de siembra, fumigación y cosecha, así como los seguros multirriesgo, generalmente estableciéndose el precio en la misma unidad que el producto a ser cosechado (ej. en pesos por tonelada de soja). Vendida la cosecha, se distribuyen las ganancias entre los inversores. Se lo denomina al conjunto de cosechas.

## Críticas y defensa
Los pools de siembra han recibido críticas de diversos sectores, y todas son ciertas, tienden a abusar de su poder de mercado, desplazan a los pequeños y medianos productores, y causan daños ecológicos debido a la falta de rotación de cultivos, buscando siempre el más rentable.
Quienes los defienden sostienen que los mismos han permitido sumar inversores a la actividad agrícola, a la vez que han reducido costos de producción, seguros multirriesgo e introducido técnicas empresariales modernas en el manejo de las tierras.